# Dekanat wrzesiński I
Dekanat wrzesiński I – jeden z 30 dekanatów archidiecezji gnieźnieńskiej, składa się z 10 parafii.
Od 1 sierpnia 2023  wicedziekanem dekanatu został mianowany ks. Artur Janowicz – proboszcz parafii Świętego Krzyża we Wrześni. 

## Parafie dekanatu wrzesińskiego I
- Parafia św. Mikołaja w Bardzie
- Parafia św. Jana Chrzciciela w Czerniejewie
- Parafia św. Michała Archanioła w Grzybowie
- Parafia św. Marcina w Jarząbkowie
- Parafia św. Mikołaja w Marzeninie
- Parafia św. Andrzeja Apostoła w Nekli
- Parafia św. Katarzyny w Opatówku
- Parafia św. Michała Archanioła w Targowej Górce
- Parafia Świętego Krzyża we Wrześni
- Parafia Wniebowzięcia Najświętszej Maryi Panny i św. Stanisława Biskupa Męczennika we Wrześni